# Ursula et Sabina Eriksson
Ursula et Sabina Eriksson, nées en 1967, sont des sœurs jumelles suédoises qui ont attiré une attention médiatique en 2008 après avoir souffert d'un épisode apparent de psychose partagée ce qui a mené à un incident sur l'Autoroute britannique M6 (filmé par les cameras du système de vidéo-surveillance du réseau routier)  ainsi qu'au meurtre de Glenn Hollinshead. Ni drogue, ni alcool n'aurait été impliqué dans ces incidents,. Leurs actions n'ont jamais pu être expliquées autrement que par un rare trouble délirant qui serait à l'origine de leur folie passagère.
Les jumelles étaient en Irlande avant de partir en vacances vers l'Angleterre. Après qu’elles s’en sont pris au responsable d'un resto-route sans raison apparente, la police arrive sur place et les interpelle. Refusant d'être fouillées, les jumelles s'élancent à plusieurs reprises sur l'autoroute ; les véhicules roulent toujours, elles sont renversées, Ursula tombe inerte sur le sol. Sabina se relève et refuse les soins médicaux et agresse un officier de police qui tente de l'empêcher de passer sur l'autre voie en sens inverse, à un tel point qu'elle doit être par la suite appréhendée physiquement par plusieurs personnes (jusqu'à six). Après avoir été libérée par la police à Stoke-on-Trent, Sabina est hébergée par un habitant local, mais elle le tuera (poignardé). Elle est arrêtée après avoir sauté d'un pont et plaidera coupable pour homicide involontaire avec responsabilité atténuée. Elle écope de cinq ans d'emprisonnement et est libérée sur parole en 2011.

## Description
Ursula et Sabina Eriksson ont grandi à Sunne, Värmland, dans l'ouest de la Suède avec leur frère ainé. Elles vivaient apparemment dans des conditions insalubres.

## Madness in the Fast Lane
Madness in the Fast Lane est un documentaire réalisé par BBC, initialement diffusé sur BBC 1 le 10 août 2010, a ravivé la mémoire de Sabina et Ursula Eriksson, ainsi que l'assassinat de Glen Hollinshead. Le montage de l'Autoroute britannique M6 dans lequel les deux femmes traversaient la route qui avait été auparavant diffusé, a été pour la première fois raconté en entier dans le documentaire.